# Julija Schmatenko
Julija Schmatenko (ukrainisch Юлія Шматенко, international nach englischer Transkription Yuliya Shmatenko; * 10. Oktober 1991) ist eine ukrainische Mittel- und Langstreckenläuferin.

## Karriere
Julija Schmatenko gelangen bisher zwei nationale sowie ein internationaler Erfolg.
So konnte sich Schmatenko 2017 bei der Team-Europameisterschaft in Lille, Frankreich, im 5000-m-Lauf mit 15:30,36 min zwischen der erstplatzierten Spanierin Ana Lozano (15:18,40 min) und der Dritten Alina Reh aus Deutschland (15:32,50 min) auf dem Silberrang positionieren.
2017 und 2018 war Schmatenko überdies bei den Ukrainischen Meisterschaften siegreich, wo sie die 5000 m in 15:22,85 min beziehungsweise 15:59,58 min zurücklegte.